# Felix Stehli
Felix Stehli, né le 18 octobre 2000, à Bäretswil, est un coureur cycliste suisse.

## Biographie
En septembre 2023, il est sélectionné en équipe nationale pour participer aux championnats d'Europe sur route, chez les élites. 

## Palmarès sur route

### Par année
- 2021
  - 2e du championnat de Suisse sur route espoirs
  - 2e du championnat de Suisse sur route élites nationaux
- 2022
  - 3e du championnat de Suisse sur route espoirs
- 2023
  - PPA One Tonner
  - 3e du South Aegean Islands
  - 3e du Tour de Bulgarie
- 2024
  - Grand Prix Mobiliar
  - 3e de l'Erlauftaler Radsporttage

### Classements mondiaux
| Année                                 | 2021  | 2022  | 2023 | 2024  |
| ------------------------------------- | ----- | ----- | ---- | ----- |
| Classement mondial                    | 1190e | 1429e | 821e | 2513e |
| UCI Europe Tour                       | 878e  | 970e  | nc   | nc    |
|                                       |       |       |      |       |
| Légende : nc = non classéSource : UCI |       |       |      |       |

## Palmarès en cyclo-cross
- 2017-2018
  - 3e du championnat de Suisse de cyclo-cross juniors
- 2019-2020
  - 3e du championnat de Suisse de cyclo-cross juniors

## Palmarès sur piste
- 2015
  - 2e du championnat de Suisse de vitesse par équipes
- 2016
  - 2e du championnat de Suisse de vitesse par équipes